# Артиллерист
Артиллери́ст — военнослужащий, организационно относящийся к артиллерии.
Однако это слово сейчас не является обозначением военной специальности (ВУС), связанной с непосредственным обслуживанием артиллерийского орудия, в отличие от более старых и вышедших из употребления терминов Пушка́рь (Büchsenmeister), Бомбардир, Канони́р, Фельдцейхме́йстер. Современный артиллерист может иметь военную специальность как связанную с обслуживанием орудий (командир орудия, наводчик, заряжающий), так и нет (разведчик, радист, механик-водитель, вычислитель и так далее).

## История
Первоначально (в XIV веке) пушки обслуживались ремесленниками-канонирами, которые не относились к регулярным войскам. Первая попытка выделения артиллеристов в отдельный род войск относится к 1671 году во Франции, когда король Людовик XIV подписал указ о формировании полка Фузилёров (Fusiliers du Roi). Полк состоял из 4 рот по 100 солдат в каждой. В 1684 году появился бомбардирский полк. В 1693 году фузилёры стали именоваться артиллеристами.

### Служилые люди пушкарского чина
В России (Руси) артиллеристы появились при Дмитрии Донском в 1389 году и именовались пушкарями и стрелками, в зависимости от величине орудий наряда, при которых они находились. К каждому орудию назначалось не более двух пушкарей, к которым добавлялась прислуга из податных людей.
В Русском царстве артиллеристами были служилые люди пушкарского чина, в задачи которых входило обслуживание «наряда». К ним относились пушкари, затинщики, крепостные служители (воротники, рассыльщики, сторожа) и мастера по производству и ремонту «наряда». Они жили в городских слободах. В случае войны одна их часть отправлялась под начальство воеводы при «наряде» для участия в боевых действиях, а другая оставалась для возможной обороны города. Люди пушкарского чина хорошо знали баллистику и инженерное дело. Ежегодно устраивались учебные стрельбы, на которых проверялась их боеготовность. Меткость русских артиллеристов неоднократно отмечали иностранцы. За службу выплачивалось жалование. Униформой людей был кафтан, а в XVII веке использовался отличительный знак — своеобразное вырожденное зерцало в виде круглого диска с чеканным изображением головы льва с пушкой во рту. В число обслуживаемой ими артиллерии входили разнообразные пушки (от крепостных до осадных), затинные, сороковые пищали и другие орудия. В XVI веке в небольших городах их численность составляла 2—3 человека, а в крупных — до 50 и больше. Всего их было более 2 000. В XVII веке численность людей пушкарского чина в приграничных городах увеличивается, а в далёких от границы — сокращается. В Москве в 1638 году было 248 пушкарей и затинщиков, 68 воротников.
В украинском казачестве, существовали гармаши — специально подготовленные казаки, овладевшие артиллерийским делом. Входили в число арматных служителей и составляли социальную категорию казачества, самую многочисленную группу военных служителей, связанную с устройством Запорожской Сечи, которые обеспечивали исправное функционирование артиллерии. Свои артиллеристы были также у донских, яицких, волгских, слободских и других казаков.

## Современная артиллерия
Эмблемой артиллеристов в России являются две диагонально скрещенные пушки эпохи Отечественной войны 1812 года. Профессиональным праздником (День ракетных войск и артиллерии) российских артиллеристов является 19 ноября, день, когда в 1942 году началось советское контрнаступление под Сталинградом. В его ходе артиллерия играла одну из ведущих ролей, что позволило полностью разгромить окружённую группировку противника.

## Гендерная дискриминация
Приказом Министра обороны России, от 24 апреля 2017 № 025 и Приказом директора Росгвардии, от 11 июля 2016, № 01 «Об утверждении перечня воинских должностей подлежащих замещению солдатами…», находящихся под грифом секретно, в Российской Федерации — России лицам женского пола запрещено замещение должности «артиллерист». 
В 2018 году пятеро девушек из Тольятти, ссылаясь на международную практику Армии Израиля и Норвегии, в которых женщины проходят срочную военную службу, предприняли попытку оспорить в суде Приказ министра обороны и Приказ директора Росгвардии, указывая на нарушения 19 статьи Конституции России в которой гарантируется равенство прав и свобод человека и гражданина независимо от пола. Ответчиками были заявлены Минобороны России и Росгвардия. Судебный марш-бросок девушек получил освещение на федеральных телеканалах НТВ, 5 канал, 360, Мир, Дождь. Сами ответчики назвали судебную попытку девушек агрессивным феминизмом.
Через год в 2019 году одной девушке удалось прорвать оборону, Верховный Суд России с третьей попытки принял иск девушки Яны Сургаевой.
На предварительном судебном заседании под председательством судьи Верховного суда Аллы Назаровой, в присутствии третьих лиц минюста и генпрокуратуры, из-за секретности обжалуемых приказов, суд отказал допустить к участию представителя Уполномоченного по правам человека в Российской Федерации и представителя по доверенности, указав представить в суд адвоката с ордером. По результату рассмотрения закрытого судебного дела, 22 августа 2019 года суд отказал девушке в праве служить артиллеристом в армии, указав на Постановление Правительства России от 06.02.1993 N 105 «О новых нормах предельно допустимых нагрузок для женщин при подъёме и перемещении тяжестей вручную»